# Felix Loch
Felix Loch (født 24. juli 1989 i Sonneberg) er en tysk kælker, der har været både verdensmester og olympisk mester. 
Felix Loch er søn af Norbert Loch, der selv var aktiv kælker, men ellers er mere kendt som kælkningstræner, først i DDR og senere for det fællestyske landshold. Han har dyrket kælkning fra en tidlig alder og vandt sine første seniormedaljer ved VM 2008, hvor han vandt guld i enerkælk og i den blandede stafet. Han har i alt (til og med 2021) vundet tretten guldmedaljer i VM i kælkning, deraf seks i enerkælk (2008, 2009, 2012, 2013, 2016, 2019), seks i blandet stafet (2008, 2009, 2012, 2013, 2015, 2016) og en i sprint (2016). Desuden har han vundet fem sølv- og en bronzemedalje ved VM. Ved EM har han vundet seks guld, heraf tre i enerkælk (2013, 2016 og 2021) samt tre i blandet stafet (2013, 2015 og 2016).
Han var første gang med til de olympiske vinterlege i 2010 i Vancouver, hvor han stillede op i enerkælk. Her vandt han de tre første løb, og med en andenplads i det sidste vandt han konkurrencen sikkert, mens hans landsmand David Möller fik sølv og veteranen Armin Zöggeler fra Italien fik bronze. Loch havde to år tidligere første gang kørt på banen, hvor han forulykkede og kom på hospitalet, men allerede året efter var han tilbage på samme bane og satte her hastighedsrekord, idet han fik målt 153,98 km/t. Dette er den hurtigste tid på kælk, der nogensinde er registreret.
Loch var igen med ved vinter-OL 2014 i Sotji, hvor han stillede op i både enerkælk og i blandet stafet. I enerkælken var han som forsvarende mester blandt favoritterne, og han vandt da også ganske sikkert, da han efter en andenplads i første gennemløb vandt de tre sidste. Nummer to blev den 42-årige russer Albert Demtjenko, mens Zöggeler, der nu var 40 år, genvandt bronzen. I stafetten stillede han op sammen med Natalie Geisenberger, Tobias Wendl og Tobias Arlt, der som Loch også allerede havde vundet guldmedalje ved legene, og de var derfor store favoritter. Værdigheden levede de op til ved at føre fra hele løbet igennem, og deres tid var mere end et sekund bedre end det russiske hold på andenpladsen, mens Letland vandt bronze.
Loch deltog også ved vinter-OL 2018 i Pyeongchang, hvor han i enerkælk blev nummer fem, og ved vinter-OL 2022 i Beijing blev han nummer fire i enerkælk.
I sit civile liv er Felix Loch politibetjent. Han er gift og har to sønner.